# Table des caractères Unicode (DF000-DFFFF)
Cette page contient des caractères spéciaux ou non latins. S’ils s’affichent mal (▯, ?, etc.), consultez la page d’aide Unicode.
Cette page décrit la liste des caractères Unicode codés de U+DF000 à U+DFFFF en hexadécimal (913 408 à 917 503 en décimal).

## Sous-ensembles
Cette portion n'est pas encore attribuée.
La liste suivante montre les sous-ensembles spécifiques de cette portion d’Unicode.
| Sous-ensemble            | Réservés | Réservés | Décimal | Décimal |
| Sous-ensemble            | Début    | Fin      | Début   | Fin     |
| ------------------------ | -------- | -------- | ------- | ------- |
| —                        | D0000    | DFFEF    | 851 968 | 917 487 |
| Spécial (fin de plan 13) | DFFF0    | DFFFF    | 917 488 | 917 503 |

## Liste

### Spécial(fin de plan 13)
|      | 0 | 1 | 2 | 3 | 4 | 5 | 6 | 7 | 8 | 9 | A | B | C | D | E | F |
| ---- | - | - | - | - | - | - | - | - | - | - | - | - | - | - | - | - |
| DFFF |   |   |   |   |   |   |   |   |   |   |   |   |   |   |   |   |